# Lavin
Lavin era una comuna suiza del cantón de los Grisones, situada en la Región de Engiadina Bassa/Val Müstair, en el valle de la Engadina. Limitaba al norte con las comunas de Klosters-Serneus y Gaschurn (AUT-8), al este con Guarda y Ardez, al sur con Zernez, y al oeste con Susch. En la actualidad está fusionada con Zernez.